# Republikeinse Partij van Landbouwers en Boeren

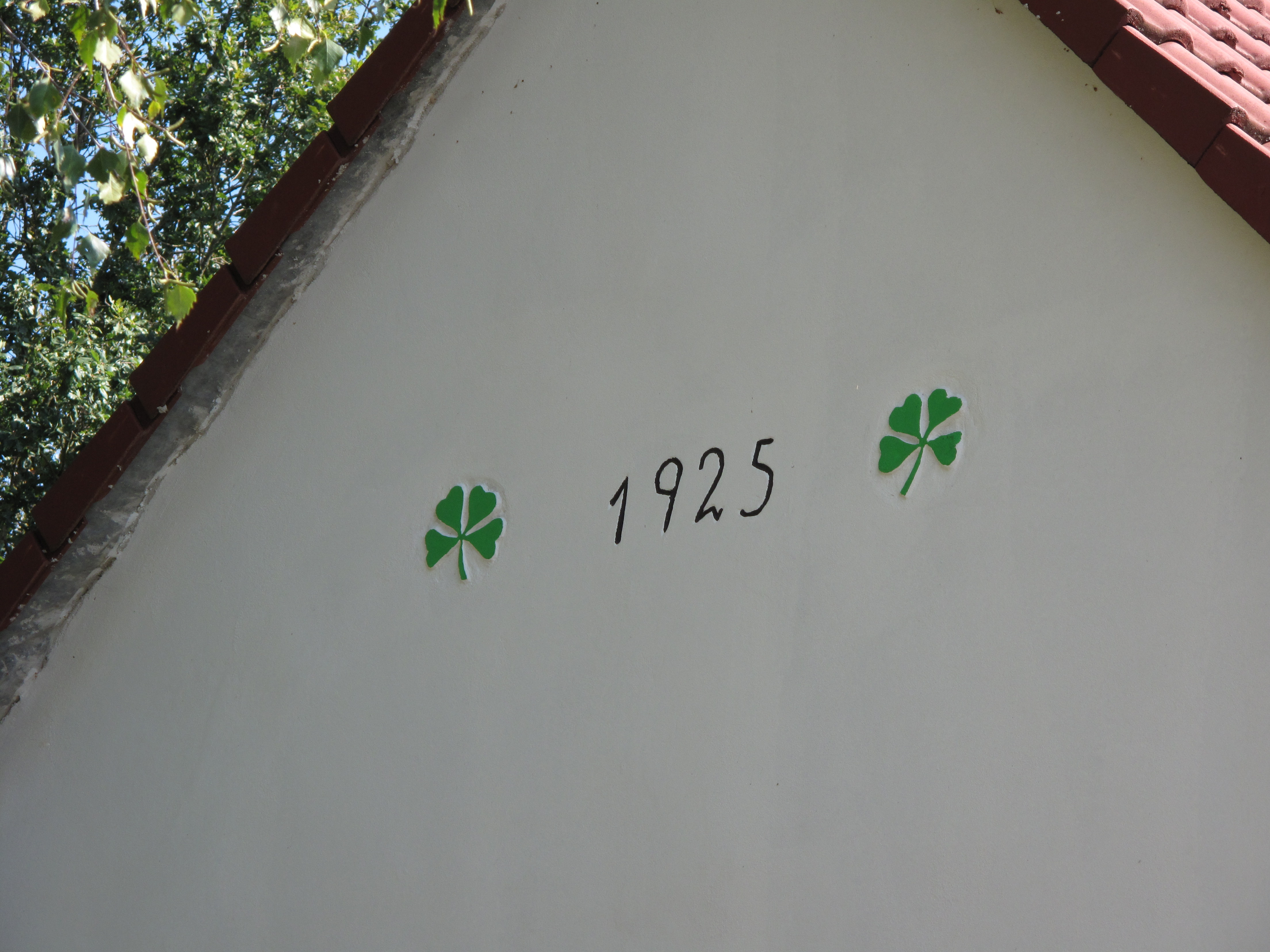
Het logo van de partij, een klaver, aangebracht op de muur van een huis

De Republikeinse Partij van Landbouwers en Boeren (Tsjechisch: Republikánská strana zemědělského a malorolnického lidu, Slowaaks: Republikánska strana zemedelského a maloroľníckeho ľudu, RSZML) was een centrumrechtse agrarische politieke partij in Tsjecho-Slowakije die bestond van 1922 tot aan het einde van de Eerste Tsjecho-Slowaakse Republiek in 1938. De partij beschikte over een sterke organisatie en veel agrarische standsorganisaties waren bij de RSZML aangesloten.

## Geschiedenis
De Tsjechische Agrarische Partij (Česká strana agrární), opgericht in 1899, fuseerde in 1918 met een vergelijkbare agrarische partij in Slowakije tot de Republikeinse Partij van het Tsjecho-Slowaakse Platteland (Republikánská strana československého venkova). Op 29 juni 1922 werd de naam Republikeinse Partij van Landbouwers en Boeren (RSZML) aangenomen. 
De RSZML behoorde tijdens interbellum tot de grootste partijen in het parlement. Van 1922 tot 1938 bezette de partij zelfs de meeste zetels in de volksvertegenwoordiging. De agrarische partij was de motor achter de landhervorming (1919-1920) waardoor er een klasse van kleine en middelgrote boeren ontstond. De RSZML steunde protectionistische maatregelen om de belangen van de agrarische sector te behartigen. Haar aanhang bestond zowel uit kleine en middelgrote boeren, alsook eigenaren van grote boerenbedrijven. De partij vertegenwoordigde niet alleen de belangen van de boeren (zowel kleine als grote boeren), maar ook die van de middengroepen en de bourgeoisie. Leden van de etnische minderheden in Tsjecho-Slowakije, zoals de Duitsers en Hongaren sloten zich ook aan bij de RSZML. De partij was sterker in Tsjechië dan in Slowakije. 
Tussen 1922 en 1938 maakte de partij deel uit van alle regeringen van Tsjecho-Slowakije. Partijleiders Antonín Švehla en Rudolf Beran waren o.a. premier namens de RSZML. In 1938 steunde de partij het Verdrag van München, er van uitgaande dat daarmee de toekomst van Tsjecho-Slowakije verzekerd was. President Emil Hácha benoemde in 1938 Beran tot minister-president. Deze laatste introduceerde een tweepartijenstelsel met een rechtse en een links partij. De RSZML ging op in de rechtse partij, Partij voor Nationale Eenheid (Strana národní jednoty). Aan het begin van de Duitse bezetting (1939) werd het tweepartijenstelsel afgeschaft.
President Edvard Beneš van de Tsjecho-Slowaakse regering in ballingschap kwam in 1943 tijdens een ontmoeting met de leiders van de Communistische Partij van Tsjecho-Slowakije (KSČ) in Moskou overeen dat er in naoorlogse Tsjecho-Slowakije geen plaats zou zijn voor een heropgerichte agrarische partij.
De partij maakte deel uit van de Petka-regering (de vijfpartijencoalitie) van 1922 tot 1938. De RSZML werd in 1938 ontbonden en haar leden, onder leiding van Rudolf Beran (de premier) sloten zich aan bij de Partij van Nationale Eenheid (SNJ). 
De RSZML mocht in 1945 niet meer opnieuw worden opgericht. De Slowaakse leden van de partij traden in 1944 voornamelijk toe tot de Democratische Partij.

## Internationale affiliatie
De RSZML was medeoprichter van het Internationaal Agrarisch Bureau (1923), de Groene Internationale, een samenwerkingsverband van agrarische partijen in Europa.

## Ideologie
De partij combineerde conservatisme, protectionisme en agrarisme. De RSZML was een voorstander van een unitair Tsjecho-Slowakije.

## Verkiezingsresultaten

### Kamer van Afgevaardigden
| Jaar | %      | Zetels   | +/-   |
| ---- | ------ | -------- | ----- |
| 1920 | 9,74%  | 28 / 281 | NIEUW |
| 1925 | 13,66% | 45 / 300 | 17    |
| 1929 | 15%    | 46 / 300 | 1     |
| 1935 | 14,3%  | 45 / 300 | 1     |

### Senaat
| Jaar | %      | Zetels   | +/-   |
| ---- | ------ | -------- | ----- |
| 1920 | 10,15% | 14 / 142 | NIEUW |
| 1925 | 13,8%  | 23 / 150 | 9     |
| 1929 | 15,2%  | 24 / 150 | 1     |
| 1935 | 14,3%  | 23 / 150 | 1     |

## Premiers namens de RSZML
- Antonín Švehla (1922-1926; 1926-1929)
- František Udržal (1929-1932)
- Jan Malypetr (1932-1935)
- Milan Hodža (1935-1938)
- Stefan Beran (1938-1939)

## Partijleiders
- Antonín Švehla (1909-1933)
- Rudolf Beran (1935-1938)